# Joan Llaneras
Joan Llaneras Roselló (Porreras, 17 de mayo de 1969) es un deportista español que compitió en ciclismo en la modalidad de pista, especialista en las pruebas de puntuación y madison. Es bicampeón olímpico y siete veces campeón mundial, por lo que es considerado el mejor ciclista en pista español de todos los tiempos.
Participó en cuatro Juegos Olímpicos de Verano, entre los años 1996 y 2008, obteniendo en total cuatro medallas, oro en Sídney 2000 (puntuación), plata en Atenas 2004 (puntuación) y oro y plata en Pekín 2008 (puntuación y madison con Antonio Tauler).
Ganó doce medallas en el Campeonato Mundial de Ciclismo en Pista entre los años 1996 y 2007.
Fue galardonado con el Premio Nacional del Deporte al mejor deportista español de los años 1997 y 2000 y distinguido con la Gran Cruz de la Real Orden del Mérito Deportivo.

## Trayectoria
En 1990 comenzó su carrera profesional en ruta, con el equipo ONCE; consiguiendo como mayor éxito una victoria de etapa en la Vuelta a Andalucía 1993. Posteriormente, se especializó en la pista, logrando su primer título mundial en 1996.
Fue dos veces campeón olímpico, en Sídney 2000 y Pekín 2008, en la carrera por puntos, y siete veces campeón mundial, cuatro en la carrera por puntos en los años 1996, 1998, 2000 y 2007 y tres veces en la carrera americana o madison, en 1997, 1999 y 2006. Fue elegido abanderado del equipo español en la ceremonia de clausura de los Juegos Olímpicos de Pekín 2008.
Se retiró en enero de 2009 tras conseguir la victoria en los Seis Días de Róterdam.

### Falso positivo
En 2001 dio positivo por EPO tras ser segundo en la prueba de madison en el Campeonato Mundial, aunque pocas semanas después fue absuelto por errores en el método de detección de la sustancia.

## Medallero internacional
| Juegos Olímpicos   | Juegos Olímpicos             | Juegos Olímpicos  | Juegos Olímpicos |
| Año                | Lugar                        | Medalla           | Competición      |
| ------------------ | ---------------------------- | ----------------- | ---------------- |
| 2000               | Sídney (Australia)           | Medalla de oro    | Puntuación       |
| 2004               | Atenas (Grecia)              | Medalla de plata  | Puntuación       |
| 2008               | Pekín (China)                | Medalla de oro    | Puntuación       |
| 2008               | Pekín (China)                | Medalla de plata  | Madison          |
| Campeonato Mundial |                              |                   |                  |
| Año                | Lugar                        | Medalla           | Competición      |
| 1996               | Mánchester (Reino Unido)     | Medalla de oro    | Puntuación       |
| 1997               | Perth (Australia)            | Medalla de oro    | Madison          |
| 1997               | Perth (Australia)            | Medalla de bronce | Puntuación       |
| 1998               | Burdeos (Francia)            | Medalla de oro    | Puntuación       |
| 1999               | Berlín (Alemania)            | Medalla de oro    | Madison          |
| 2000               | Mánchester (Reino Unido)     | Medalla de oro    | Puntuación       |
| 2000               | Mánchester (Reino Unido)     | Medalla de plata  | Madison          |
| 2001               | Amberes (Bélgica)            | Medalla de plata  | Madison          |
| 2003               | Stuttgart (Alemania)         | Medalla de plata  | Puntuación       |
| 2005               | Los Ángeles (Estados Unidos) | Medalla de bronce | Puntuación       |
| 2006               | Burdeos (Francia)            | Medalla de oro    | Madison          |
| 2007               | Palma de Mallorca (España)   | Medalla de oro    | Puntuación       |

## Palmarés
| Ruta 1993 - 1 etapa de la Vuelta a Andalucía 1994 - Trofeo Palma de Mallorca | Pista 2000 - Seis días de Grenoble (con Isaac Gálvez) 2004 - Copa del Mundo (puntuación) 2008 - Seis días de Milán (con Paolo Bettini) 2009 - Seis Días de Róterdam (con Peter Schep) |

## Equipos
- ONCE (1991-1995)
- US Postal (1998)

## Premios y distinciones
| Distinción                                                     | Año  |
| -------------------------------------------------------------- | ---- |
| Medalla de Plata de la Real Orden al Mérito Deportivo          | 1997 |
| Medalla de Oro de la Real Orden al Mérito Deportivo            | 2000 |
| Gran Cruz de la Real Orden del Mérito Deportivo                | 2009 |
| Galardón                                                       | Año  |
| Orden Olímpica del COE                                         | 1997 |
| Premio Nacional del Deporte «Mejor deportista español del año» | 1997 |
| Premio Nacional del Deporte «Mejor deportista español del año» | 2000 |